# Adición aldólica de Mukaiyama
La reacción aldólica de Mukaiyama es la adición nucleofílica de éteres enólicos de sililo a un aldehído, catalizada por ácidos de Lewis, tales como el trifluoruro de boro o el cloruro de titanio.37 38 La reacción aldólica de Mukaiyama no sigue el modelo de Zimmerman-Traxler. Carreira describió una metodología asimétrica particularmente útil con acetales de sililcetena debido a su elevado grado de enantioselectividad y sustratos susceptibles.39
El método funciona con aldehídos alifáticos no ramificados, que suelen ser electrófilos pobres para los procesos asimétricos, catalíticos. Esto puede deberse a la pobre diferenciación electrónica y estérica entre sus enantiocaras.
El proceso aldólico vinílico análogo de Mukaiyama puede ser efectuado en forma catalítica y asimétrica. El ejemplo mostrado a continuación funciona eficientemente para aldehídos aromáticos (pero no alifáticos) y se cree que el mecanismo involucra un dienolato quiral de metal.
- Datos: Q5657715